# Tarmapachylus koepckei
Genre
Espèce
Tarmapachylus koepckei, unique représentant du genre Tarmapachylus, est une espèce d'opilions laniatores de la famille des Gonyleptidae.

## Distribution
Cette espèce est endémique du Pérou. Elle se rencontre dans les régions de Junín et de Puno.

## Description
Le mâle holotype mesure 5 mm.

## Étymologie
Cette espèce est nommée en l'honneur de Hans-Wilhelm Koepcke.

## Publication originale
- Roewer, 1956 : « Arachnida Arthrogastra aus Peru, II. » Senckenbergiana biologica, vol. 37, p. 429–445.